# Franz Mertens (wiskundige)

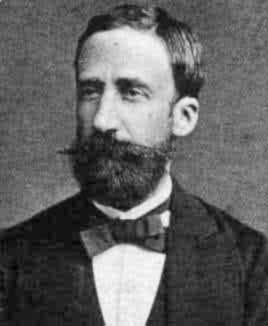
Franz Mertens

Franz Mertens (Środa (Duits:Schroda), 20 maart 1840 - Wenen, 5 maart 1927) was een Duitse wiskundige. 
Mertens studeerde aan de Universiteit van Berlijn. In 1865 behaalde hij zijn doctoraat met een proefschrift over de potentiaaltheorie. Hij hield zich met name bezig met de getaltheorie en is misschien het best bekend voor een vereenvoudigd bewijs van de priemgetalstelling van Dirichlet.
De Mertensfunctie M(x) is de somfunctie voor de Möbiusfunctie, in de theorie van de rekenkundige functies. Het vermoeden van Mertens heeft betrekking op de groei van de Mertensfunctie. Deze groei zou beperkt zijn tot x1/2, wat de Riemann-hypothese zou hebben geïmpliceerd. Het vermoeden van Mertens is in 1985 door Odlyzko en te Riele weerlegd. De Meissel-Mertens-constante is analoog aan de constante van Euler, maar de harmonische rij som in haar definitie is alleen over de priemgetallen in plaats van over alle gehele getallen. Ook wordt de logaritme tweemaal in plaats van een keer genomen. 